# Sébastien Portal
Sébastien Portal (Auch, 4 juni 1982) is een voormalig Frans wielrenner.

## Belangrijkste overwinningen
2007
- 1e etappe Ronde van Catalonië

## Resultaten in voornaamste wedstrijden
| Jaar | Gent-Wevelgem | Parijs-Brussel |
| ---- | ------------- | -------------- |
| 2006 |               | 20e            |
| 2008 |               | 45e            |
| 2009 | 70e           |                |